# 朗县虎耳草
朗县虎耳草（学名：Saxifraga nangxianensis），为虎耳草科虎耳草属下的一个植物种。